# كفر ميت بشار
قرية كفر ميت بشار هي إحدى القرى التابعة لمركز منيا القمح في محافظة الشرقية في جمهورية مصر العربية. حسب إحصاءات سنة 2006، بلغ إجمالي السكان في كفر ميت بشار 3969 نسمة، منهم 2056 رجل و1913 امرأة.